# اماسترين
أماستريس (Amastris) هي أميرة فارسية (تسمى أيضاً أماسترين / Amastrine) كانت ابنة اوكساثريس (Oxyathres) شقيق الملك الفارسي داريوس الثالث. وقد قُتلت في العام 284 قبل الميلاد.

## الزواج
أُعطيت أماسترين من قبل الإسكندر الأكبر للزواج من كراتيروس، ومع ذلك فإن كراتيروس قرر الزواج من فيلا (Phila، إحدى بنات انتيباتر) في وقت لاحق. وقد تزوجت فيما بعد من ديونيسيوس (الطاغية من مدينة هيراكليا بونتيكا / Heraclea Pontica) في بيثنيا عام 322 قبل الميلاد، فولدت له ولدين اسمهما: كليرتشوس الثاني وأوكسيثريس (Oxyathres).
تزوجت أماسترين من ليسيماخوس في العام 302 قبل الميلاد، إلا أنه تخلى عنها بعد ذلك بوقت قصير وتزوج من أرسينوي الثانية (إحدى بنات بطليموس سوتر الأول، فرعون مصر البطلمية).